# Coronilla atlantica
Coronilla atlantica là một loài thực vật có hoa trong họ Đậu. Loài này được (Boiss. & Reut.) Boiss. miêu tả khoa học đầu tiên năm 1856.